# Adoxophyes afonini
Adoxophyes afonini es una especie de polilla del género Adoxophyes, tribu Archipini, subfamilia Tortricinae.

## Distribución
Se distribuye por Vietnam.

## Taxonomía
Fue descrita por Razowski en 2009 y publicada en SHILAP Revista de lepidopterología 37: 50.